# Scott Snyder
Scott Snyder (* 1. ledna 1976, New York, stát New York) je americký komiksový scenárista. Svou první příležitost získal u Marvel Comics, ale brzy přesídlil k vydavatelství DC Comics a tamnímu imprintu Vertigo. Proslul především svou originální sérií American Vampire a prací na sériích Batman a Swamp Thing.
Mimo tvorby komiksů se věnoval či stále věnuje i výuce tvůrčího psaní na New York University, Columbia University a Sarah Lawrence College.

## Česky vydané komiksy
V České republice vydaly komiksy Scotta Snydera nakladatelství BB/art a CREW.
- Americký upír:
  - 2013 – Americký upír / (American Vampire #1–5, 2010)
  - 2013 – Americký upír 2 / (American Vampire #6–11, 2010–11)

- Detective Comics (Vol. 1):
  - 2021 – Batman: Černé zrcadlo / (Detective Comics (Vol. 1) #871–881, 2010–11)

- Batman (Vol. 2):
  - 2013 – Batman 1: Soví tribunál / (Batman Vol. 2 #1–6, 2011–12)
  - 2013 – Batman 2: Soví město / (Batman Vol. 2 #7–12 a Annual #1, 2012)
  - 2014 – Batman 3: Smrt rodiny / (Batman Vol. 2 #13–17, 2013)
  - 2015 – Batman 4: Rok nula – Tajné město / (Batman Vol. 2 #21–24, 2013)
  - 2016 – Batman 5: Rok nula – Temné město / (Batman Vol. 2 #25–27, #29–33, 2014)
  - 2016 – Batman 6: Hřbitovní směna / (Batman Vol. 2 #0, #18-20, #28, #34; Batman Annual Vol. 2 #2, 2015)
  - 2017 – Batman 7: Konec hry / (Batman Vol. 2 #35–40, 2015)
  - 2017 – Batman 8: Supertíha / (Batman Vol. 2 #41–45, 2016)
  - 2018 – Batman 9: Květy zla / (Batman Vol. 2 #46–50, 2016)
  - 2018 – Batman 10: Epilog / (Batman Vol. 2 #51–52, Batman Annual #4, Batman: Futures End #1 a Batman: Rebirth #1, 2016)

- All-Star Batman (Vol. 1):
  - 2018 – All-Star Batman 1: Můj nejhorší nepřítel / (All-Star Batman (Vol. 1) #1–5, 2016–17)
  - 2018 – All-Star Batman 2: Konce světa / (All-Star Batman (Vol. 1) #6–9, 2017)
  - 2019 – All-Star Batman 3: První spojenec / (All-Star Batman (Vol. 1) #10–14, 2017)

- Temné noci – Metal:
  - Temné noci – Metal, 2019 (autoři: Scott Snyder, James Tynion IV, Jim Lee, Andy Kubert a John Romita, Jr.: Dark Days: The Forge #1 a Dark Days: The Casting #1; Scott Snyder a Greg Capullo: Dark Nights: Metal #1–2; Benjamin Percy a Mirka Andolfo: Teen Titans (Vol. 6) #12; Tim Seeley a Paul Pelletier: Nightwing (Vol. 4) #29; Rob Williams a Stjepan Šejić: Suicide Squad (Vol. 5) #26; Benjamin Percy, Joshua Williamson a Juan Ferreyra: Green Arrow (Vol. 6) #32; 2017)
  - Temné noci – Metal: Temní rytíři, 2019 (autoři: Joshua Williamson a Carmine Di Giandomenico: Batman: The Red Death #1; Frank Tieri, James Tynion IV a Riccardo Federici: Batman: The Murder Machine #1; Sam Humphries a Ethan Van Sciver: Batman: The Dawnbreaker #1; Dan Abnett, Philip Tan a Tyler Kirkham: Batman: The Drowned #1; Scott Snyder a Greg Capullo: Dark Nights: Metal #3; Peter Tomasi a Francis Manapul: Batman: The Merciless #1; Frank Tieri, James Tynion IV a Tony S. Daniel: Batman: The Devastator #1; James Tynion IV a Riley Rossmo: The Batman Who Laughs #1; Scott Snyder, James Tynion IV, Joshua Williamson, Doug Mahnke, Yanick Paquette a Jorge Jiménez: Batman: Lost #1; 2017–18)
  - Temné noci – Metal: Temný vesmír, 2019 (autoři: Joshua Williamson a Howard Porter: The Flash (Vol. 5) #33; Robert Venditti, Liam Sharp, Joshua Williamson, Tyler Kirkham a Mikel Janín: Justice League (Vol. 3) #32–33; Robert Venditti, Ethan Van Sciver a Liam Sharp: Hal Jordan and the Green Lantern Corps (Vol. 1) #32; Scott Snyder a Greg Capullo: Dark Nights: Metal #4–6; Jeff Lemire a Bryan Hitch: Hawkman: Found #1; Scott Snyder, Grant Morrison, James Tynion IV, Joshua Williamson, Howard Porter, Jorge Jiménez a Doug Mahnke: Dark Knights Rising: The Wild Hunt #1; 2017–18)
  - Batman, který se směje, 2022 (autoři: Scott Snyder, James Tynion IV, Jock a Eduardo Risso: The Batman Who Laughs #1-7 a The Batman Who Laughs: The Grim Knight, 2018-19)

- Superman Nespoutaný:
  - 2014 – Superman Nespoutaný / (Superman Unchained #1–5, 2013)
  - 2015 – Superman Nespoutaný 2 / (Superman Unchained #6–9, 2014)

### Dial Press a Marvel
- Voodoo Heart (Dial Press, 2006)

- Human Torch Comics 70th Anniversary Special No. 1 (s Scott Wegener, Marvel Comics, 2009)
- Nation X #1: "Testament" (s David Lopez, Marvel Comics, 2010)
- Iron Man Noir #1–4 (s Manuel Garcia, Marvel Comics, 2010)

### DC Comics / Vertigo
Vertigo:
- American Vampire #1–34 (s Rafael Albuquerque a dalšími, 2010-2013)
- American Vampire: Survival of the Fittest #1–5 (s Sean Murphy, 2011)
- American Vampire: Lord of Nightmares #1–5 (s Dustin Nguyen, 2013)
- American Vampire Anthology #1 (2014)
- American Vampire: The Long Road to Hell (s Rafael Albuquerque, 2014)
- The Wake #1-10 (s Sean Murphy, 2013-2014)
- American Vampire: Second Cycle #1–11 (s Rafael Albuquerque, 2014-2015)
- American Vampire: 1976 #1–9 (s Rafael Albuquerque, 2020–2021) (DC Black Label)

DC Comics:
- Detective Comics #871–881 (s Jock a Francesco Francavilla, 2011)
- Batman: Gates of Gotham #1, 2 a 4 (s Kyle Higgins a Trevor McCarthy, 2011)
- Batman Vol. 2 #1–52 (s Greg Capullo, 2011–2016)
- Flashpoint: Project Superman #1–3 (s Lowell Francis a Gene Ha, 2011)
- Swamp Thing Vol. 5 #1–18 (s Yanick Paquette, Marco Rudy a Francesco Francavilla, 2011–2013)
- Talon #0–7 (s James Tynion IV a Guillem March, 2012-2013)
- Animal Man #12 a #17 (s Jeff Lemire a Steve Pugh, 2012 a 2013)
- Superman Unchained #1-9 (s Jim Lee, 2013-2014)
- Batman: Futures End #1 (s Ray Fawkes a Aco, 2014)
- Batman Eternal #1–52 (s James Tynion IV a dalšími, 2014-2015)
- Batman and Robin Eternal #1–26 (s James Tynion IV a dalšími, 2015-2016)
- All-Star Batman #1–14 (s John Romita Jr., Jock, Sean Murphy a dalšími, 2016–2017)
- Batman / The Shadow #1–6 (s Riley Rossmo, 2017)
- Dark Days: The Forge #1 (s James Tynion IV, Jim Lee, John Romita Jr. a Andy Kubert, one-shot, 2017)
- Dark Days: The Casting #1 (s James Tynion IV, Jim Lee, John Romita Jr. a Andy Kubert, one-shot, 2017)
- Dark Nights: Metal #1–6 (s Greg Capullo, 2017–2018)
- Aquaman: Drowned Earth Special #1 (s Francis Manapul, 2018)
- Batman and the Signal #1–3 (s Cully Hamner, 2018–2019)
- Justice League (Vol. 4) #1–39 (s Jim Cheung, Jorge Jimenez a Francis Manapul, 2018–2020)
- Justice League: No Justice #1–4 (s Francis Manapul, 2018)
- New Challengers #1–6 (s Andy Kubert a V Kenneth Marion, 2018)
- The Batman Who Laughs #1–7 (s Jock, 2018–2019)
- Batman: Last Knight on Earth #1–3 (s Greg Capullo, 2019) (DC Black Label)
- Dark Nights: Death Metal #1–6 (s Greg Capullo, 2020)
- Dark Nights: Death Metal: Trinity Crisis #1 (s Francis Manapul, one-shot, 2020)

### Image Comics
- Severed #1–7 (s Scott Tuft a Attila Futaki, 2011–2012)
- Wytches #1–6 (s Jock, 2014-2015)
- A.D.: After Death #1–3 (s Jeff Lemire, 2016–2017)
- Undiscovered Country #1–... (s Charles Soule, Daniele Orlandini a Giuseppe Camuncoli, 2019–...)
- Nocterra #1–... (s Tony Daniel, 2021–...)
- Nocterra: Blacktop Bill Special #1 (s Tony Daniel a Denys Cowan, 2021)

### ComiXology Originals
- Night of the Ghoul #1–6 (s Francesco Francavilla, 2021–2022)
- Clear #1–6 (s Francis Manapul, 2021–2022)
- We Have Demons #1–3 (s Greg Capullo, 2021–2022)
- Barnstormers #1–... (s Tula Lotay, 2022–...)
- Canary #1–... (s Dan Panosian, 2022–...)
- Dudley Datson and the Forever Machine #1–... (s Jamal Igle, 2022–...)
- The Book of Evil #1–2 (s Jock, 2022–2023)

### Dark Horse Comics
- Black Hammer: Visions #8 (s David Rubin, 2021)

### IDW Publishing
- Dark Spaces: Wildfire #1–5 (s Hayden Sherman, 2022)